# Centaurea vinyalsii subsp. approximata
Centaurea vinyalsii subsp. approximata é uma subespécie de planta com flor pertencente à família Asteraceae. 
A autoridade científica da subespécie é (Rouy) Dost, tendo sido publicada em Bot. J. Linn. Soc. 71(3): 206. 1976 [1975 publ. 1976].

## Portugal
Trata-se de uma subespécie presente no território português, nomeadamente em Portugal Continental.
Em termos de naturalidade é possivelmente endémica de Portugal Continental.

## Protecção
Não se encontra protegida por legislação portuguesa ou da Comunidade Europeia.